# Viviania marifolia
Viviania marifolia är en tvåhjärtbladig växtart som beskrevs av Antonio José Cavanilles. Viviania marifolia ingår i släktet Viviania och familjen Vivianiaceae. Inga underarter finns listade i Catalogue of Life.